# Allée des Généraux-Patton-et-Wood
L'allée des Généraux Patton et Wood est une voie nantaise.

## Situation et accès
Située dans les quartiers Centre-ville et Malakoff - Saint-Donatien, cette voie de desserte du cours John-Kennedy permet la circulation automobile sous le pont de la Rotonde. À son extrémité orientale, un pont lui permet de franchir le canal Saint-Félix à une vingtaine de mètres de l'entrée sud du tunnel Saint-Félix (47° 12′ 58″ N, 1° 32′ 46″ O).

## Origine du nom
Elle porte le nom du général George Patton dont la 3e armée américaine qu'il commandait, libéra la ville de Nantes de l'occupant allemand, le 12 août 1944, à la fin de la Seconde Guerre mondiale, ainsi que le nom du général John Shirley Wood, car c'est ce dernier qui, à la tête de l'une des unités de cette 3e armée, la 4e division blindée américaine, mena effectivement les opérations de libération de la ville.

## Historique
Cette artère a été créée d'une part sur les remblais qui comblèrent l'ancien cours d'une partie de l'un des bras de la Loire appelé canal Saint-Félix, et d'autre part sur d'anciennes emprises de la gare de Nantes, dans les années 1930 et 1940.
Le conseil municipal attribue d'abord à cette allée, le 29 février 1968, le nom d'« allée du Général-Patton »,  puis par délibération du conseil municipal du 27 juin 1994, elle devient l'« allée des Généraux-Patton-et-Wood ».
La construction du pont de la Rotonde, qui permettait de franchir la voie ferrée sortant de la gare en direction de Saint-Nazaire, tout en assurant la continuité routière entre le cours Kennedy et l'avenue Carnot risquait d'engendrer des embouteillages au carrefour des deux artères, au nord de l'ouvrage. L'aménagement de l'allée permit ainsi d'éviter cet éventuel « point noir », assurant la fluidité de la circulation sur un axe est-ouest, entre la gare SNCF et le centre-ville. L'aménagement de la station de correspondance « Duchesse Anne - Château des Ducs de Bretagne » pour l'arrivée de la ligne 4 du Busway en 2006 qui supprima au nord du pont toutes les voies de circulation reliant les deux parties du cours Kennedy, renforçant ainsi le rôle de voie de transit est-ouest de l'allée.